# Carlos Fretes
Carlos Fretes (Resistencia, provincia de Chaco, Argentina, 28 de agosto de 1986) es un futbolista argentino. Juega de defensor en Central Norte y su primer equipo fue Argentino de Rosario. 

## Clubes
| Club                       | País      | Año       |
| -------------------------- | --------- | --------- |
| Argentino de Rosario       | Argentina | 1999-2000 |
| Alumni de Casilda          | Argentina | 2001      |
| Real Sociedad de Zacatecas | México    | 2001-2003 |
| Cobras                     | México    | 2003-2004 |
| Cruz Azul                  | México    | 2004      |
| Lagartos de Tabasco        | México    | 2005      |
| Correcaminos               | México    | 2005-2007 |
| Real España                | Honduras  | 2007-2008 |
| Central Norte              | Argentina | 2008-2010 |
| Gimnasia y Esgrima (Mza)   | Argentina | 2011      |
| Central Norte              | Argentina | 2011      |

- Datos: Q2878313